# Асандър (Боспор)
Асандрос (на старогръцки: Άσανδρoς Φιλοκαισαρ Φιλορώμαίος, Asandros, Asander, Philocaesar Philoromaios; * 109 г. пр.н.е.; † 16 г. пр.н.е.) е от 47 г. пр.н.е. до около 16 г. пр.н.е. цар на Боспорското царство.

## Управление
През 48 пр.н.е. Фарнак II, синът на Митридат VI от Понт, го поставя за управител на Боспорското царство. Асандрос въстава против Фарнак II, когато е извън страната, и се обявява за цар. Той убива цар Фарнак II през 47 пр.н.е. след загубата му в битката при Зела (2 август 47 пр.н.е.). След това той се жени за Динамия, дащерята на Фарнак II и тя му ражда син Аспург († 38 г.).
Около 16 пр.н.е. въстава Скрибоний, който се представя за внук на Митридат VI. Асандър се самоубива през 16 г. пр.н.е. чрез гладуване (на 93 години) и Динамия се омъжва през 16 пр.н.е. за Скрибоний и той е за кратко време цар.